# میان‌اتصال‌دهنده
میان‌اتصال‌دهنده (انگلیسی: Interconnector) (همچنین در ایالات متحده آمریکا با نام دی‌سی تای (به انگلیسی: DC Tie) شناخته می‌شود) زیرساختی است که در آن، به‌جریان درآمدن انرژی میان شبک‌ها امکان‌پذیر می‌باشد. یک میان‌اتصال‌دهنده ساختاری است که برق را قادر می‌سازد بین شبکه‌های برق جریان یابد. یک میان‌اتصال‌دهنده الکتریکی به الکتریسیته اجازه می‌دهد تا بین شبکه‌های AC جداگانه جریان یابد یا شبکه‌های همزمان را به هم پیوند دهد. آنها می‌توانند از کابل‌های برق زیردریایی یا کابل‌های برق زیرزمینی یا خطوط برق هوایی تشکیل شوند. طولانی‌ترین میان‌اتصال‌دهنده تا سال ۲۰۱۶، اتصال زیردریایی نُورنِد بین نروژ و هلند بود که نزدیک به ۶۰۰ کیلومتر را در بر می‌گرفت و ۷۰۰ مگاوات برق جریان مستقیم فشارقوی را ارائه می‌داد. این اصطلاح اغلب برای اتصالات بین‌المللی شبکه‌های برق و گاز طبیعی کاربرد دارد.